# Musée Paul-Dini
Le musée Paul-Dini est un musée municipal à Villefranche-sur-Saône.
Il se positionne aujourd’hui comme un espace d’étude et de valorisation de l’art moderne et contemporain en Rhône-Alpes. Aux côtés des grands musées régionaux, comme ceux de Lyon, Saint Étienne ou Grenoble, le musée Paul-Dini apporte un regard complémentaire sur les courants artistiques et les artistes ayant un lien de vie ou de travail avec Rhône-Alpes.
Donnant un panorama d’un siècle et demi d’art pictural dialoguant avec les grands courants nationaux et internationaux, il est, depuis 2003, labellisé « musée de France ».

## Histoire d'un musée municipal

### Présentation
L’aventure du musée municipal de Villefranche-sur-Saône commence en 1863, sous l’impulsion du maire de la ville, Jean-Baptiste Boiron et de l’avocat Loyson de Chastelus. À partir de 1893, l’ancienne halle aux grains (2 place Faubert), la Grenette, est aménagée pour accueillir la bibliothèque et le musée jusque-là logés dans les locaux de la mairie.
Le musée enrichi de nombreuses donations, dépôts d’État et achats, rassemble des peintures, sculptures, collections minéralogiques, archéologiques, meubles ainsi que des collections d’Afrique et de Nouvelle-Calédonie.
Après-guerre, l’institution se retrouve sans responsable et sans budget. De fait, son activité demeure discrète jusque dans les années 1970, période durant laquelle la collection est mise en sommeil.
En 1984, l’artothèque est créée et des ateliers de pratique artistique pour adultes et enfants s’organisent. L’ensemble de ces activités se poursuit après 1990 dans le cadre du Centre culturel de Villefranche. La politique d’exposition d’artistes contemporains permet de fidéliser un public local et d’acquérir la reconnaissance des spécialistes et des amateurs d’art du XXe siècle.
À la suite d'une première donation, le 15 août 1998, de Muguette et Paul Dini, collectionneurs et sous l’impulsion de Jean-Jacques Pignard, maire de Villefranche et du conseil municipal le centre d’art redevient un musée municipal. L’institution inaugurée en 2001 et alimentée depuis par de nombreuses donations de peintures, propose aux amateurs et professionnels un fonds permanent composé de plus de 1 200 œuvres ainsi que deux à trois expositions temporaires annuelles.

### L’aménagement de l’espace Grenette et de l’espace Cornil (1999-2005)
Les travaux d’aménagement de l’espace Grenette ont été menés entre 1999 et 2001. Les travaux ont bénéficié des financements de la ville de Villefranche-sur-Saône, de la région Rhône-Alpes et du département du Rhône. L’ancienne halle aux grains, construite entre 1841 et 1846, voit ses espaces intérieurs agrandis par l’aménagement des greniers. La toiture en grande partie détruite est remplacée par une verrière à l’ossature d’acier.
En avril 2003, le musée reçoit le label « musée de France ».
Le 15 octobre 2005, le musée ouvre son second espace : l’espace Cornil. Situé à côté de l’espace Grenette, à l’angle de la rue Desseigne et du boulevard Louis Blanc, l’espace Cornil est une ancienne usine de textile qui occupa ses fonctions jusqu'à l’été 1985. Pour les travaux d’aménagement, la ville de Villefranche-sur-Saône, reçoit le soutien financier du département du Rhône et de la région Rhône-Alpes ainsi que du ministère de la Culture. Avec l’ouverture de ce deuxième espace, le musée Paul-Dini double sa surface d’exposition et de communication passant de 1 800 à 3 100 m2.

## Une histoire de la peinture à Lyon et en Rhône-Alpes de 1865 à aujourd’hui

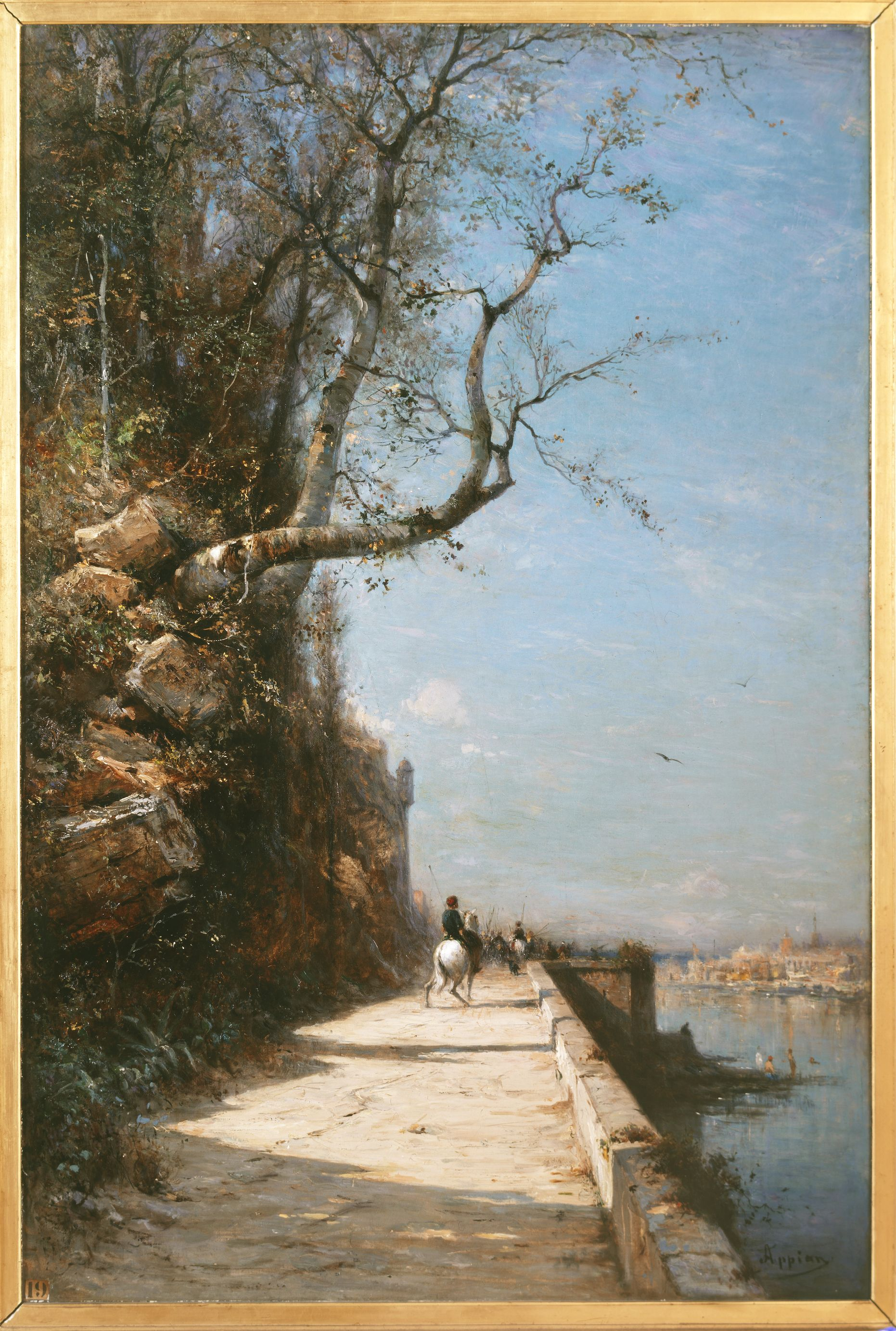
Adolphe Appian, Une route dans les environs de Gênes, donation Muguette et Paul Dini 1.

À la suite de leur première donation, Muguette et Paul Dini renforcent la collection avec d’autres dons de peinture (6e et 7e donations en 2009).
D’autres collectionneurs ont depuis continué d’enrichir la collection : Josselyne Naef, Annie et Régis Neyret, Jean de Breyne, Denise Fessetaud-Mermillon, Olivier Houg, Jacques Truphémus, Catherine et Michel Guinle, Jacqueline Gloria, l’association Les Amis d’Armand Avril, Julie Picault-Demilly, les Amis de Jean Chevalier, Mme Ughetto et la famille Jackie Kayser. Grâce à la générosité de ses donateurs, le musée propose une histoire de la peinture à Lyon et en Rhône-Alpes de 1865 à nos jours. La spécificité de la collection renvoie à la notion même de territoire, lieu de vie ou d’activité des artistes, en un panorama et un regard sur l’histoire de l’art dans cette région.

### Les représentants duXIXesiècle
Le parcours débute par une introduction des paysagistes, rayonnant autour de, l'école de Barbizon, école de peinture de plein air. Elle inspira « les Lyonnais » : Hector Allemand, Charles Joseph Beauverie, Auguste Ravier, Louis Carrand, François Vernay, Adolphe Appian, Jean-Aimé Saint Cyr Girier. L’école lyonnaise du XIXe siècle affirme son identité et son originalité par la synergie qui s’opère entre les peintres et les activités de la soierie lyonnaise. Ces manufactures offrent en effet aux peintres de fleurs une opportunité exceptionnelle d’expression.
L’aventure artistique se poursuit avec l’univers de Jean Puy, peintre fauve dont le goût de l’intime se conjugue avec l’intimisme d’Albert André.
Deux grands noms sont eux aussi à découvrir : le lyonnais Pierre Puvis de Chavannes et le dauphinois Jules Flandrin. Élève de Gustave Moreau, ami de Marquet, Matisse ou Camoin, Jules Flandrin se laisse guider par les éclats de palette des Nabis puis par celle des fauves. Né à Lyon en 1824, Pierre Puvis de Chavannes perpétue quant à lui, l’esthétique ingresque pour aboutir à un symbolisme mêlé de classicisme.

### Les représentants duXXesiècle
Le symbolisme des années 1910 est illustré par le peintre Auguste Morisot et son triptyque Ombre-Lumière-Ténèbres (1911). Cet ensemble confirme le rôle essentiel de l’esthétique symboliste et de la réflexion philosophique, caractéristiques des recherches artistiques à Lyon au XIXe siècle et au début du XXe siècle.
Après 1918, de nombreux mouvements se succèdent avec le groupe Ziniar (Adrien Bas, Pierre Combet-Descombes, Claude Dalbanne, Georges Albert Tresch, Emile Didier, Étienne Morillon, Antonin Ponchon) et les Nouveaux (Marc Aynard, Antoine Chartres, Pierre Pelloux, Henri Vieilly, Jean-Albert Carlotti, René Chancrin, René Besset, Jean Couty). D’autres personnalités marquent également le paysage artistique lyonnais comme Suzanne Valadon qui doit notamment sa notoriété à la solidité des volumes des corps.
La collection du musée rassemble aussi des œuvres de Joseph-Victor Communal et du cubiste Albert Gleizes, célèbre pour sa théorie sur la translation-rotation de la géométrie abstraite. Ses élèves (Jean Chevalier, Daniel Gloria, Andrée Le Coultre et Paul Regny) ainsi que de nombreux artistes inspirés par sa théorie (René-Maria Burlet, Jean Le Moal et Jean Bertholle) sont présents sur les cimaises du musée.

### Tremplin à la création contemporaine
Le musée est aussi un hommage et un soutien à la création contemporaine.
De nombreux artistes présents dans le fonds permanent, poursuivent les recherches menées dès les années 1980 : retour à la figuration, exploitation des possibilités de l'abstraction, prise en compte des nouvelles technologies de l'image et de la photographie.

## Artothèque et bibliothèque d’art contemporain
Sont représentés notamment les principaux courants artistiques en France depuis les années 1950 : Pierre Alechinsky, Jean-Philippe Aubanel, Ben, Alexander Calder, Robert Delaunay, Hervé Di Rosa, Gérard Garouste, André Lanskoy, André Masson, Michel Moskovtchenko, Ernest Pignon-Ernest, Jean Raine, Jean Revol, Niki de Saint Phalle, Pierre Soulages, Claude Viallat, Bram Van Velde, Zao Wou-Ki…
La spécificité de l'artothèque de Villefranche-sur-Saône est de compter une vingtaine d'artistes également présents dans les collections du musée.
La bibliothèque est spécialisée en histoire de l’art et conserve 5 375 ouvrages. Deux fonds d’archives (Morisot et Mermillon) sont également consultables.

## Expositions temporaires
- Exposition inaugurale du musée municipal Paul-Dini en 2001[2].
- Jean Couty, Portraits (avril-juin 2002)[3].
- Armand Avril, itinéraire, peinture et assemablages (octobre-décembre 2002)[4].
- Daniel Tillier, le lien rose (mars-juin 2003)[5]
- Pierre Combet-Descombes (1885-1966), la réalité sublimée (octobre 2004-janvier 2005)[6].
- Paysages et jardins, visions de la peinture d'aujourdhui (mai-septembre 2005)[7].
- Portraits et figures dans la création contemporaine (avril-septembre 2007)[8].
- Jean Puy (1876-1960), (octobre 2007 - février 2008)[9]
- Irréel, de la réalité au rêve (avril-septembre 2008)[10]
- Emilie Charmy (1878-1974), une destinée de peintre (octobre 2008-février 2009)[11].
- Voyages en paysage. Par monts et vallées, lacs et forêts de 1830 à 1910. (octobre 2009 - février 2010)[12].
- Le choix d'un collectionneur. Nouvelles donations de Muguette et Paul Dini. (mars-septembre 2010).
- Le symbolisme de Puvis de Chavannes à Fantin-Latour 1880-1920. Entre ombre et lumière. (octobre 2010-février 2011)[13].
- Amours, un été contemporain (mars septembre 2011)[14].
- Valadon, Utter, Utrillo, la trinité maudite entre Paris et  Saint-Bernard1909-1939 (octobre 2011-février 2012)[15]
- Lyon et l'art moderne de Bonnard à Signac 1920-1942 (octobre 2012-février 2013)[16]
- Les Lyonnais rencontrent l'Orient (1840-1930), exposition d'octobre 2013 à février 2014[17].
- Théâtres et cafés. Peintures et décors à Lyon (1840-1930), exposition d'octobre 2014 à février 2015[18]
- Le postimpressionnisme et Rhône-Alpes (1886-1914). La couleur dans la lumière (octobre 2015- février 2016) [19]
- Tentations. L'appel des sens (1830-1914). Exposition d'octobre 2016 à février 2017 [20]
- Effervescence fin de siècle. Les artistes d'Auvergne Rhône-Alpes à Paris (1884-1914), exposition d'octobre 2017 à février 2018. [21]
- Jacques Truphémus et Jeremy Liron, les silences de la peinture, (mars à septembre 2018)[22].
- Roger de Le Fresnaye (1885-1925), exposition d'octobre 2018 à février 2019[23].
- Elles, question de genre ? Exposition de mars 2019 à septembre 2019. [24] Cette exposition présentait des œuvres de Delphine Balley, Carole Benzaken, Claire Chevrier, Hilary Dymond, Véronique Ellena, Marie-Anita Gaube, Isabelle Jarousse, Marie Morel, Florence Reymond, Isabelle Thé.
- Beaujolais, Arts, Hommes et Territoires de la Révolution à nos jours (octobre 2019-février 2020)[25].
- Joseph Bernard (1866-1931). De pierre et de volupté (octobre 2020- avril 2021), en partenariat avec La Piscine (musée) [26] Une visite virtuelle de cette exposition  a été proposée via une série de courtes vidéos [27]
- Le musée fête ses 20 ans; Volet 1 (mai à septembre 2021), Volet 2 (octobre 2021-février 2022). Cette double exposition anniversaire est marquée par la dixième donation de Muguette et Paul Dini, et voit l'entrée dans la collection de 216 nouvelles œuvres d'artistes de la région Auvergne Rhône-Alpes. Un catalogue intitulé Regards Pluriels[28] présente une décennie d'acquisitions : Achats de la Ville, dons et l'essentiel des donations 8,9 et 10 de Muguette et Paul Dini.
- Secrets de fabrique, un été contemporain (mars 2022-septembre 2022)[29].
- Exposition universelle de Paris 1900. L'Auvergne Rhône-Alpes montrée au monde (septembre 2022- février 2023).[30],[31]
- Le toucher du monde. Dialogue entre les collections du FRAC Auvergne et du musée municipal Paul-Dini (mars à septembre 2023)[32].
- Singuliers Théâtres. 12 artistes libres et insolites (21 octobre 2023 au 11 février 2024)[33].
- L'Appel du Large, un été contemporain (16 mars 2024 au 22 septembre 2024)[34] : cette exposition présente 10 artistes résidents ou anciens résidents des ateliers Grand Large à Lyon. Un dialogue plastique et thématique s'opère puisque chacun d'entre a choisi une œuvre de la collection du musée.
- Au musée comme chez vous, 40 ans d'artothèque à Villefranche-sur-Saône (19 octobre 2024 - 16 février 2025)[35]
- Ce qui reste (22 mars 2025 - 21 septembre 2025)[36] : cette exposition est coconstruire en partenariat avec Fanny Robin et Campagne Première. Cette exposition présente des œuvres de Nicolas Boulard, Delphine Gigoux-Martin, Géraldine Kosiak, Yveline Loiseur, Nicolas Momein, Nelly Monnier, Joël Paubel, Jean-Jacques Rullier, Sylvie Sauvageon.